# SO2 (Shinichi Osawaのアルバム)
『SO2』（エスオーツー）は、大沢伸一が「Shinichi Osawa」名義で出す2枚目、約3年ぶりのオリジナルアルバムである。CDでのリリースは6月30日でデジタル先行配信では6月16日にリリースされる。

## 解説
本作はCDの他にDVDが収録された通常盤と、CDとDVDの他に大沢伸一と上村真俊とのDJユニット『OFF THE ROCKER』のミックスCDが付属されているデラックス盤がある。DVDではアルバムに収録されている13曲それぞれのPVが収録されている。
ITunes、Beatportでは、配信限定のオリジナルソングがそれぞれ付属される。
本作は日本人アーティストのボーカル参加はなく、ボーカルトラックも前作より少なくなっている。

## 収録曲

### CD
1. LOVE WILL GUIDE YOU feat.TOMMIE SUNSHINE
2. SYLKILL
3. ZINGARO
4. HEART GOES BOOM feat THE BLACK GHOST
5. PIANOCTRO
  - アルバム収録曲で唯一PVが存在しない。
6. TECHNODLUV
7. BUTTON!!
8. SINGAPORE SWING feat. PAUL CHAMBERS
9. BBG BBB
  - ドイツのクラブ・ミュージシャン『Hac Mac』の曲『B B Girls B B Boys』の大沢伸一によるリミックスをアレンジした曲
  - 日本盤限定トラック
10. MORPHY
  - 日本盤限定トラック
11. PARIS
12. LONDON(HOMES NOT WHERE YOU LAY YOUR HEAD)
13. THANK YOU FOR YOUR LOVE
  - 屋敷豪太が参加。

### 配信限定曲
- ADDICTED TO THE BASSLINE
  - ITunes限定トラック
- BRING BACK THAT NOISE feat. THE SUBS
  - Beatport限定トラック

### DVD
1. LOVE WILL GUIDE YOU
2. SYLKILL
3. ZINGARO
4. HEART GOES BOOM feat THE BLACK GHOST
5. BRING BACK THAT NOISE feat. THE SUBS
  - ボーナスクリップ
6. TECHNODLUV
7. BUTTON!!
8. SINGAPORE SWING feat. PAUL CHAMBERS
9. BBG BBB
10. MORPHY
11. PARIS
12. LONDON(HOMES NOT WHERE YOU LAY YOUR HEAD)
13. THANK YOU FOR YOUR LOVE
14. ADDICTED TO THE BASSLINE
  - ボーナスクリップ